# 森みつ
森 みつ（もり みつ、1922年3月20日-1967年7月15日）は、日本の詩人。北海道出身。

## 来歴
幼い頃、事業に失敗した父と生別。札幌市立高等女学校（現北海道札幌東高等学校）を卒業し、教員を経て、北海道農業会、食糧公団などに勤務。1941年、処女作『雪の哀願』を更科源蔵の推薦で『北方文芸』に掲載。その後も北海道で太平洋戦争の敗戦まで同人誌『木雫』を発刊して作品を発表。1943年、詩集『花咲きぬ』を出版し高い評価を集める。この頃結婚して阿部姓を名乗るが夫は戦死。戦後は詩誌『至上律』『野性』『核』に参加。1952年再婚して森姓となり、夫の任地・日高管内の新冠町へ移り詩作を続ける。1960年、『北海道讃歌』の歌詞に応募。首席当選し、伊福部昭が作曲した。新冠町郷土資料館前にこの『北海道讃歌』の詩碑がある。また、この間、北海道婦人団体連絡協議会常任理事、日高婦人団体連絡協議会会長などを務めた。没後の1968年、詩集『微笑思慕』が刊行された。

## 詩集
- 微笑思慕（昭森社、1968年）